# Liste de cols du Massif central
Cette liste non exhaustive présente les cols situés dans le Massif central.
| Nom                               | Altitude | Massif                                 | Département(s)       | Géolocalisation             |
| --------------------------------- | -------- | -------------------------------------- | -------------------- | --------------------------- |
| Col de l'Asclier                  | 911 m    | Cévennes                               | Gard                 | 44° 04′ 39″ N, 3° 44′ 40″ E |
| Col d'Aulac                       | 1 228 m  | Monts du Cantal                        | Cantal               | 45° 11′ 31″ N, 2° 35′ 20″ E |
| Portus d'Auzenc                   | 1 368 m  | Margeride                              | Cantal, Lozère       | 44° 57′ 37″ N, 3° 21′ 20″ E |
| Col de Bancillon                  | 551 m    | Chaîne des Puys                        | Puy-de-Dôme          | 45° 48′ 43″ N, 3° 05′ 13″ E |
| Col de Baracuchet                 | 1 264 m  | Monts du Forez                         | Puy-de-Dôme, Loire   | 45° 34′ 47″ N, 3° 56′ 04″ E |
| Col de la Baraque des Bouviers    | 1 420 m  | Margeride                              | Lozère               | 44° 45′ 30″ N, 3° 31′ 16″ E |
| Col des Baraques                  | 1 072 m  | Monts du Vivarais                      | Haute-Loire, Ardèche | 45° 08′ 30″ N, 4° 26′ 46″ E |
| Col du Béal                       | 1 387 m  | Monts du Forez                         | Puy-de-Dôme, Loire   | 45° 41′ 07″ N, 3° 46′ 58″ E |
| Col du Beaulouis                  | 823 m    | Monts de la Madeleine / Monts du Forez | Allier, Loire        | 45° 58′ 27″ N, 3° 42′ 35″ E |
| Col du Benas                      | 795 m    | Plateau du Coiron                      | Ardèche              | 44° 41′ 00″ N, 4° 32′ 48″ E |
| Col du Bez                        | 1 224 m  | Monts du Vivarais                      | Ardèche              | 44° 38′ 18″ N, 4° 03′ 02″ E |
| Col du Bois-Clair                 | 394 m    | Monts du Mâconnais                     | Saône-et-Loire       | 46° 23′ 00″ N, 4° 40′ 10″ E |
| Col de Bonnecombe                 | 1 340 m  | Aubrac                                 | Lozère               | 44° 33′ 33″ N, 3° 07′ 33″ E |
| Col du Bos                        | 815 m    | Massif des Monédières                  | Corrèze              | 45° 28′ 53″ N, 1° 50′ 51″ E |
| Col de Brancion                   | 355 m    | Monts du Mâconnais                     | Saône-et-Loire       | 46° 32′ 28″ N, 4° 48′ 02″ E |
| Col des Brosses                   | 975 m    | Monts du Forez                         | Loire                | 45° 45′ 50″ N, 3° 50′ 05″ E |
| Col des Brosses                   | 866 m    | Monts du Lyonnais                      | Rhône                | 45° 42′ 22″ N, 4° 32′ 16″ E |
| Col de Cabre                      | 1 526 m  | Monts du Cantal                        | Cantal               | 45° 06′ 11″ N, 2° 42′ 59″ E |
| Col de la Casse-Froide            | 742 m    | Beaujolais                             | Rhône                | 46° 07′ 17″ N, 4° 31′ 49″ E |
| Col de Cère                       | 1 294 m  | Monts du Cantal                        | Cantal               | 45° 04′ 51″ N, 2° 44′ 22″ E |
| Col de Ceyssat                    | 1 077 m  | Chaîne des Puys                        | Puy-de-Dôme          | 45° 45′ 50″ N, 2° 57′ 20″ E |
| Côte de Chabrits                  | 894 m    | Grands Causses                         | Lozère               | 44° 31′ 45″ N, 3° 27′ 21″ E |
| Col de la Chamboite               | 1 483 m  | Monts du Forez                         | Loire, Puy-de-Dôme   | 45° 40′ 06″ N, 3° 47′ 50″ E |
| Col de Chanusclade                | 1 276 m  | Cézallier                              | Cantal               | 45° 17′ 07″ N, 3° 00′ 47″ E |
| Col de la Charousse               | 1 241 m  | Monts du Vivarais                      | Ardèche, Haute-Loire | 45° 12′ 58″ N, 4° 28′ 53″ E |
| Col de la Chavade                 | 1 266 m  | Monts du Vivarais                      | Ardèche              | 44° 41′ 51″ N, 4° 01′ 15″ E |
| Col du Cheval Mort                | 1 454 m  | Margeride                              | Lozère               | 44° 40′ 05″ N, 3° 32′ 35″ E |
| Col de la Clède                   | 1 385 m  | Massif du Mézenc                       | Ardèche              | 44° 52′ 40″ N, 4° 11′ 03″ E |
| Col de Combéron                   | 681 m    | Monts du Vivarais                      | Ardèche              | 44° 52′ 24″ N, 4° 35′ 41″ E |
| Col du Coustel                    | 881 m    |                                        | Hérault, Aveyron     | 43° 41′ 58″ N, 2° 57′ 28″ E |
| Col de Crayssac                   | 219 m    |                                        | Lot                  | 44° 30′ 08″ N, 1° 19′ 24″ E |
| Col de la Croix Casard            | 864 m    | Monts du Lyonnais                      | Loire                | 45° 51′ 18″ N, 4° 21′ 49″ E |
| Col de la Croix de Bauzon         | 1 307 m  | Serre de la Croix de Bauzon / Tanargue | Ardèche              | 44° 38′ 06″ N, 4° 05′ 50″ E |
| Col de la Croix de Bor            | 1 418 m  | Margeride                              | Lozère               | 44° 44′ 18″ N, 3° 32′ 43″ E |
| Col de la Croix de Boutières      | 1 502 m  | Massif du Mézenc                       | Ardèche              | 44° 53′ 59″ N, 4° 11′ 07″ E |
| Col de la Croix de Chaubouret     | 1 201 m  | Pilat                                  | Loire                | 45° 22′ 05″ N, 4° 31′ 42″ E |
| Croix de Cheules                  | 906 m    | Monts du Cantal                        | Cantal               | 45° 01′ 49″ N, 2° 33′ 43″ E |
| Col de la Croix de l'Arbre        | 1 004 m  | Livradois                              | Haute-Loire          | 45° 10′ 19″ N, 3° 49′ 48″ E |
| Col de la Croix de l'Homme Mort   | 1 162 m  | Monts du Forez                         | Loire                | 45° 32′ 49″ N, 3° 57′ 52″ E |
| Col de la Croix de Ladret         | 1 046 m  | Monts du Forez                         | Loire                | 45° 43′ 26″ N, 3° 51′ 32″ E |
| Col de la Croix de Millet         | 773 m    | Tanargue                               | Ardèche              | 44° 36′ 25″ N, 4° 14′ 33″ E |
| Col de la Croix de Mounis         | 809 m    | Caroux-Espinouse                       | Hérault              | 43° 41′ 07″ N, 2° 57′ 42″ E |
| Col de la Croix des Quatre Jambes | 1 001 m  | Monts du Forez                         | Loire                | 45° 44′ 32″ N, 3° 52′ 01″ E |
| Col de la Croix du Ban            | 604 m    | Monts du Lyonnais                      | Rhône                | 45° 46′ 41″ N, 4° 38′ 23″ E |
| Col de la Croix du Fau            | 1 268 m  | Margeride                              | Lozère               | 44° 56′ 10″ N, 3° 21′ 34″ E |
| Col de la Croix Montmain          | 736 m    | Beaujolais                             | Rhône                | 46° 03′ 33″ N, 4° 32′ 15″ E |
| Col de la Croix de Montvieux      | 811 m    | Pilat                                  | Loire                | 45° 26′ 43″ N, 4° 37′ 57″ E |
| Côte de la Croix Neuve            | 1 045 m  | Grands Causses                         | Lozère               | 44° 30′ 38″ N, 3° 31′ 15″ E |
| Col de la Croix Paquet            | 597 m    | Beaujolais                             | Rhône                | 45° 54′ 59″ N, 4° 26′ 22″ E |
| Col de la Croix de Peccata        | 1 559 m  | Massif du Mézenc                       | Haute-Loire          | 44° 54′ 59″ N, 4° 10′ 31″ E |
| Col de la Croix-Rosier            | 722 m    | Beaujolais                             | Rhône                | 46° 04′ 48″ N, 4° 32′ 56″ E |
| Col de la Croix Saint-Robert      | 1 451 m  | Monts Dore                             | Puy-de-Dôme          | 45° 33′ 51″ N, 2° 50′ 12″ E |
| Col de la Croix de Thel           | 650 m    | Beaujolais                             | Rhône                | 45° 58′ 12″ N, 4° 28′ 17″ E |
| Col de la Croix-de-Berthel        | 1 088 m  | Cévennes                               | Lozère               | 44° 19′ 36″ N, 3° 48′ 59″ E |
| Col de la Croix-Morand            | 1 403 m  | Monts Dore                             | Puy-de-Dôme          | 45° 35′ 48″ N, 2° 51′ 05″ E |
| Col des Écharmeaux                | 712 m    | Beaujolais                             | Rhône                | 46° 10′ 04″ N, 4° 26′ 28″ E |
| Col des Écorbans                  | 825 m    | Beaujolais                             | Loire, Rhône         | 46° 08′ 13″ N, 4° 24′ 32″ E |
| Col d'Entremont                   | 1 206 m  | Monts du Cantal                        | Cantal               | 45° 08′ 44″ N, 2° 48′ 39″ E |
| Pas de l'Escalette                | 616 m    | Escandorgue / Causse du Larzac         | Hérault              | 43° 49′ 52″ N, 3° 18′ 27″ E |
| Col de l'Escrinet                 | 789 m    | Monts du Vivarais                      | Ardèche              | 44° 43′ 06″ N, 4° 29′ 35″ E |
| Col de la Fageole                 | 1 114 m  | Margeride                              | Cantal               | 45° 06′ 04″ N, 3° 07′ 41″ E |
| Col des Fans                      | 758 m    | Monts du Vivarais                      | Ardèche              | 44° 57′ 17″ N, 4° 41′ 35″ E |
| Col de Fauredon                   | 788 m    | Caroux-Espinouse                       | Tarn                 | 43° 35′ 00″ N, 2° 30′ 25″ E |
| Col du Fayet                      | 611 m    | Monts du Vivarais                      | Ardèche              | 45° 18′ 30″ N, 4° 40′ 47″ E |
| Col de la Fayolle                 | 887 m    | Monts du Vivarais                      | Ardèche              | 44° 45′ 18″ N, 4° 26′ 36″ E |
| Col de Finiels                    | 1 541 m  | Mont Lozère                            | Lozère               | 44° 25′ 26″ N, 3° 46′ 15″ E |
| Col de Fix-Saint-Geneys           | 1 115 m  | Livradois                              | Haute-Loire          | 45° 09′ 04″ N, 3° 39′ 25″ E |
| Col de Font-de-Cère               | 1 290 m  | Monts du Cantal                        | Cantal               | 45° 05′ 07″ N, 2° 43′ 59″ E |
| Col de Font-Bruno                 | 878 m    | Montagne Noire                         | Tarn                 | 43° 27′ 36″ N, 2° 14′ 51″ E |
| Col de Fontfroide                 | 973 m    | Caroux-Espinouse                       | Hérault              | 43° 35′ 57″ N, 2° 50′ 23″ E |
| Plan de Fontmort                  | 896 m    | Cévennes                               | Lozère               | 44° 14′ 34″ N, 3° 43′ 15″ E |
| Col des Fourches                  | 972 m    | Livradois                              | Puy-de-Dôme          | 45° 34′ 04″ N, 3° 38′ 11″ E |
| Col de la Gachet                  | 748 m    | Monts du Lyonnais                      | Loire                | 45° 32′ 07″ N, 4° 29′ 15″ E |
| Col de Gage                       | 1 091 m  | Monts du Velay                         | Ardèche              | 44° 48′ 37″ N, 4° 04′ 36″ E |
| Col des Géants                    | 824 m    | Massif des Monédières                  | Corrèze              | 45° 29′ 33″ N, 1° 52′ 28″ E |
| Col de la Geneste                 | 1 369 m  | Monts Dore                             | Puy-de-Dôme          | 45° 29′ 52″ N, 2° 49′ 22″ E |
| Col des Goules                    | 997 m    | Chaîne des Puys                        | Puy-de-Dôme          | 45° 48′ 21″ N, 2° 58′ 39″ E |
| Col de la Griffoul                | 1 336 m  | Monts du Cantal                        | Cantal               | 45° 01′ 07″ N, 2° 49′ 05″ E |
| Col de Guéry                      | 1 268 m  | Monts Dore                             | Puy-de-Dôme          | 45° 37′ 15″ N, 2° 49′ 14″ E |
| Col des Issartets                 | 1 123 m  | Aubrac                                 | Lozère               | 44° 38′ 57″ N, 3° 14′ 52″ E |
| Col de Jalcreste                  | 831 m    | Cévennes                               | Lozère               | 44° 16′ 50″ N, 3° 47′ 18″ E |
| Col de Leyrisse                   | 587 m    | Monts du Vivarais                      | Ardèche              | 44° 56′ 19″ N, 4° 45′ 30″ E |
| Col des Limites                   | 1 157 m  | Monts du Forez                         | Loire, Puy-de-Dôme   | 45° 32′ 34″ N, 3° 56′ 49″ E |
| Col du Lioran                     | 1 240 m  | Monts du Cantal                        | Cantal               | 45° 04′ 55″ N, 2° 44′ 54″ E |
| Col de la Loge                    | 1 252 m  | Monts du Forez                         | Loire                | 45° 44′ 33″ N, 3° 46′ 47″ E |
| Col de la Luère                   | 715 m    | Monts du Lyonnais                      | Rhône                | 45° 45′ 46″ N, 4° 37′ 44″ E |
| Col de la Lusette                 | 1 351 m  | Cévennes                               | Gard                 | 44° 04′ 05″ N, 3° 35′ 30″ E |
| Col de Malval                     | 732 m    | Monts du Lyonnais                      | Rhône                | 45° 44′ 52″ N, 4° 36′ 42″ E |
| Col du Marchand                   | 904 m    | Monts du Vivarais                      | Ardèche              | 45° 06′ 19″ N, 4° 33′ 45″ E |
| Col de Meyrand                    | 1 369 m  | Tanargue                               | Ardèche              | 44° 36′ 28″ N, 4° 04′ 28″ E |
| Col de Mézilhac                   | 1 119 m  | Monts du Vivarais                      | Ardèche              | 44° 48′ 29″ N, 4° 20′ 46″ E |
| Col de Montmirat                  | 1 042 m  | Causse de Sauveterre / Mont Lozère     | Lozère               | 44° 25′ 08″ N, 3° 32′ 37″ E |
| Col de la Moreno                  | 1 062 m  | Chaîne des Puys                        | Puy-de-Dôme          | 45° 44′ 29″ N, 2° 56′ 55″ E |
| Col du Moulin-à-Vent              | 592 m    | Monts du Vivarais                      | Ardèche              | 44° 45′ 33″ N, 4° 34′ 47″ E |
| Col des Mourèzes                  | 559 m    | Cévennes                               | Gard                 | 44° 00′ 31″ N, 3° 36′ 33″ E |
| Col du Minier                     | 1 265 m  | Cévennes                               | Gard                 | 44° 03′ 15″ N, 3° 32′ 51″ E |
| Col de Naves                      | 330 m    |                                        | Allier               | 46° 10′ 25″ N, 3° 07′ 45″ E |
| Col de Néronne                    | 1 241 m  | Monts du Cantal                        | Cantal               | 45° 09′ 18″ N, 2° 35′ 32″ E |
| Col des Nonières                  | 671 m    | Monts du Vivarais                      | Ardèche              | 44° 55′ 58″ N, 4° 29′ 14″ E |
| Col de la Nugère                  | 875 m    | Chaîne des Puys                        | Puy-de-Dôme          | 45° 51′ 24″ N, 2° 58′ 50″ E |
| Col de l'Œillon                   | 1 235 m  | Pilat                                  | Loire                | 45° 23′ 19″ N, 4° 36′ 58″ E |
| Col de la Pelletière              | 744 m    | Monts du Forez                         | Loire                | 45° 41′ 28″ N, 3° 58′ 17″ E |
| Col du Pendu                      | 1 428 m  | Monts du Vivarais                      | Ardèche              | 44° 39′ 04″ N, 4° 02′ 26″ E |
| Col de Perjuret                   | 1 030 m  | Cévennes                               | Lozère               | 44° 12′ 16″ N, 3° 30′ 52″ E |
| Col du Perthus                    | 1 309 m  | Monts du Cantal                        | Cantal               | 45° 03′ 29″ N, 2° 40′ 25″ E |
| Le Pertus                         | 705 m    | Monts du Cantal                        | Cantal               | 45° 20′ 24″ N, 2° 35′ 45″ E |
| Col de Peyra Taillade             | 1 173 m  | Massif du Devès                        | Haute-Loire          | 45° 02′ 05″ N, 3° 39′ 05″ E |
| Pas de Peyrol                     | 1 588 m  | Monts du Cantal                        | Cantal               | 45° 06′ 51″ N, 2° 40′ 18″ E |
| Col de Peyronnenc                 | 879 m    | Monts de Lacaune                       | Aveyron, Tarn        | 43° 47′ 16″ N, 2° 37′ 38″ E |
| Col de Picotalen                  | 1 003 m  | Monts de Lacaune                       | Tarn                 | 43° 41′ 31″ N, 2° 40′ 26″ E |
| Col de la Pierre Plantée          | 1 264 m  | Margeride                              | Lozère               | 44° 35′ 17″ N, 3° 39′ 34″ E |
| Col du Pilon                      | 726 m    | Beaujolais                             | Rhône                | 45° 58′ 22″ N, 4° 23′ 47″ E |
| Col du Pin-Bouchain               | 759 m    | Monts du Lyonnais                      | Loire, Rhône         | 45° 54′ 56″ N, 4° 20′ 44″ E |
| Col du Pont-sans-Eau              | 1 087 m  | Cévennes                               | Lozère               | 44° 22′ 14″ N, 3° 43′ 02″ E |
| Col de Pozedonne                  | 977 m    | Meygal                                 | Haute-Loire          | 45° 07′ 29″ N, 4° 06′ 42″ E |
| Col des Pradeaux                  | 1 195 m  | Monts du Forez                         | Puy-de-Dôme          | 45° 31′ 34″ N, 3° 50′ 43″ E |
| Col de Prat-de-Bouc               | 1 392 m  | Monts du Cantal                        | Cantal               | 45° 03′ 11″ N, 2° 47′ 37″ E |
| Col de Prat-Peyrot                | 1 411 m  | Cévennes                               | Gard, Lozère         | 44° 07′ 00″ N, 3° 33′ 05″ E |
| Col du Pré de la Dame             | 1 474 m  | Mont Lozère                            | Gard                 | 44° 23′ 09″ N, 3° 54′ 14″ E |
| Col des Quatre Vios               | 1 149 m  | Monts du Vivarais                      | Ardèche              | 44° 47′ 19″ N, 4° 23′ 36″ E |
| Col du Rayol                      | 1 235 m  | Monts du Vivarais                      | Haute-Loire          | 44° 47′ 10″ N, 3° 51′ 01″ E |
| Col de la République              | 1 154 m  | Pilat                                  | Loire                | 45° 19′ 59″ N, 4° 28′ 40″ E |
| Col de la Rivière Noire           | 994 m    | Monts de la Madeleine                  | Allier, Loire        | 46° 04′ 18″ N, 3° 48′ 55″ E |
| Col de la Roche                   | 456 m    | Monts d'Ambazac                        | Haute-Vienne         | 46° 02′ 30″ N, 1° 29′ 45″ E |
| Col de Rombière                   | 1 552 m  | Monts du Cantal                        | Cantal               | 45° 05′ 47″ N, 2° 43′ 06″ E |
| Col du Rouvey                     | 1 245 m  | Monts du Vivarais                      | Ardèche              | 45° 08′ 56″ N, 4° 30′ 07″ E |
| Col Saint-Pierre                  | 597 m    | Cévennes                               | Lozère, Gard         | 44° 08′ 06″ N, 3° 50′ 20″ E |
| Col Saint-Thomas                  | 930 m    | Monts du Forez                         | Loire, Puy-de-Dôme   | 45° 53′ 10″ N, 3° 45′ 15″ E |
| Pas du Sant                       | 602 m    | Montagne Noire                         | Tarn                 | 43° 28′ 24″ N, 2° 12′ 09″ E |
| Col du Sapet                      | 1 089 m  | Monts du Vivarais                      | Haute-Loire, Ardèche | 45° 08′ 58″ N, 4° 26′ 40″ E |
| Col des Sauvages                  | 723 m    | Monts du Lyonnais                      | Rhône                | 45° 55′ 37″ N, 4° 22′ 42″ E |
| Col de Serre                      | 1 335 m  | Monts du Cantal                        | Cantal               | 45° 07′ 50″ N, 2° 42′ 10″ E |
| Col de Serre-Mure                 | 747 m    | Monts du Vivarais                      | Ardèche              | 44° 52′ 16″ N, 4° 42′ 13″ E |
| Col de la Serreyrède              | 1 299 m  | Cévennes                               | Gard                 | 44° 06′ 11″ N, 3° 32′ 28″ E |
| Col de Sié                        | 999 m    | Monts de Lacaune                       | Tarn                 | 43° 43′ 32″ N, 2° 41′ 44″ E |
| Col de la Sœur                    | 1 149 m  | Monts Dore                             | Puy-de-Dôme          | 45° 33′ 53″ N, 2° 42′ 30″ E |
| Col des Supeyres                  | 1 365 m  | Monts du Forez                         | Puy-de-Dôme          | 45° 35′ 33″ N, 3° 50′ 45″ E |
| Col de la Tourette                | 844 m    | Margeride                              | Lozère               | 44° 32′ 21″ N, 3° 34′ 17″ E |
| Col de Toutée                     | 996 m    | Livradois                              | Puy-de-Dôme          | 45° 35′ 52″ N, 3° 34′ 55″ E |
| Col du Tracol                     | 1 023 m  | Pilat                                  | Loire, Haute-Loire   | 45° 15′ 13″ N, 4° 27′ 24″ E |
| Col du Trébatut                   | 1 075 m  | Aubrac                                 | Lozère               | 44° 31′ 28″ N, 3° 10′ 18″ E |
| Col des Très Vents                | 575 m    | Caroux-Espinouse                       | Hérault              | 43° 38′ 21″ N, 3° 03′ 17″ E |
| Col des Trois Sœurs               | 1 452 m  | Margeride                              | Lozère               | 44° 43′ 22″ N, 3° 33′ 56″ E |
| Col d'Uglas                       | 539 m    | Cévennes                               | Gard                 | 44° 08′ 38″ N, 3° 55′ 37″ E |
| Col de la Ventouse                | 964 m    | Chaîne des Puys                        | Puy-de-Dôme          | 45° 40′ 56″ N, 2° 58′ 00″ E |
| Col de la Vernhette               | 1 032 m  | Lévézou                                | Aveyron              | 44° 08′ 10″ N, 2° 52′ 20″ E |